# Grayville
Grayville – miasto w Stanach Zjednoczonych, w stanie Illinois, w hrabstwie White.